# Renault Frendzy
La Renault Frendzy è una concept car elettrica prodotta dalla casa automobilistica francese Renault e presentata il 7 luglio 2011 al salone dell'automobile di Francoforte.

## Contesto
Dopo "il colpo di fulmine" con DeZir, la scoperta del mondo con Captur, la creazione di una famiglia con R-Space, la Frendzy è la quarta tappa della strategia di design di Renault, fondata sul "ciclo della vita" e rappresenta il “Lavoro".  È un veicolo bivalente che risponde alle aspettative degli operatori professionali e delle famiglie. Il suo nome in codice è Progetto Z27.

## Stile
La Renault Frendzy è dotata della nuova calandra disegnata da Laurens van den Acker, presentata per la prima volta sul concept Renault DeZir. Il lato destro del veicolo evidenzia il suo utilizzo commerciale, con una portiera posteriore scorrevole su cui è montato uno schermo da 37 pollici, che consente di visualizzare messaggi o loghi aziendali. Il lato sinistro, invece, mette in risalto la sua funzione di veicolo per uso personale, con due portiere vetrate ad apertura contrapposta prive di montante centrale, una caratteristica ripresa dieci anni dopo dalla terza generazione del Renault Kangoo. 

## Caratteristiche tecniche
La Frendzy è equipaggiata con lo stesso motore elettrico del Kangoo Z.E. che sviluppa 59 CV (44 kW) ed è dotata di un pacco batterie agli ioni di litio.